# ドレスデン・フィルハーモニー管弦楽団
ドレスデン・フィルハーモニー管弦楽団（ドイツ語: Dresdner Philharmonie）は、ドイツ・ザクセン州ドレスデンに本拠を置くオーケストラ。正式名称にはベルリン・フィルハーモニー管弦楽団（Berliner Philharmoniker）と同様、“orchester”は付かない。

## 概要
ドレスデン・フィルハーモニー管弦楽団は、1870年創立。当初は、当時の演奏会場を冠してゲヴェルベハウス管弦楽団（ドイツ語: Gewerbehausorchester、商工会議所管弦楽団）と呼ばれたが、1915年より現在の名称となる。1987年より、ドレスデン文化宮殿をメイン会場として活動している。
古くから盛んに海外公演を行っており、1909年に早くもアメリカ公演を実施したほか、1976年以来たびたび日本公演も行っている。また、1979年・1988年にはマルティン・フレーミヒ指揮のドレスデン聖十字架合唱団の日本公演に伴奏として同行している。

## 録音
レコーディングとして、ケーゲルとのベートーヴェン交響曲全集や『幻想交響曲』など、またプラッソンとのワーグナーやブラームス等の声楽作品などがある。録音は、ザクセン州立図書館にアーカイヴされている。

## 歴代首席指揮者など
- ヘルマン・マンスフェルト（1870年–1885年）
- ミヒャエル・ツィンメルマン（1885年–1886年）
- エルンスト・シュタール（1886年–1890年）
- アウグスト・トレンクラー（1890年–1903年）
- ウィリー・オルセン（1903年–1915年）
- エドウィン・リンドナー（1915年–1923年）
- ジョセフ・グスタフ・ムラチェク（1923年–1924年）
- エドゥアルト・メーリケ（1924年–1929年）
- パウル・シャインプフルグ（1929年–1932年）
- ヴェルナー・ラドヴィヒ（1932年–1934年）
- パウル・ファン・ケンペン（1934年–1942年）
- カール・シューリヒト（1942年–1944年）
- ゲルハルト・ヴィーゼンヒュッター（1945年–1946年）
- ハインツ・ボンガルツ（1947年–1964年）
- ホルスト・フェルスター（1964年–1967年）
- クルト・マズア（1967年–1972年）
- ギュンター・ヘルビヒ（1972年–1976年）
- ヘルベルト・ケーゲル（1977年–1985年）
- イェルク=ペーター・ヴァイグレ（1986年–1994年）
- ミシェル・プラッソン（1994年–2001年）
- マレク・ヤノフスキ（2001年–2003年）
- ラファエル・フリューベック・デ・ブルゴス (2004年–2011年)
- ミヒャエル・ザンデルリング（2011年–2019年）
- マレク・ヤノフスキ（2019年–2023年）[2][3]
- ドナルド・ラニクルズ（2025年- ）次期首席指揮者[4]